# 백색인
"백색인"은 한국에서 제작된 봉준호 감독의 1994년 영화이다. 단편 영화로서는 봉준호 감독의 데뷔 작품이기도 하다. 김뢰하 등이 주연으로 출연하였다. 길이는 단편 영화로서 18분이며 그 다음에 내놓은 봉준호 감독의 단편 영화는 30분 길이의 "지리멸렬"이다.

## 출연
- 김뢰하
- 안내상